# Couenne (porc)
Pour les articles homonymes, voir Couenne.
La couenne est la peau du porc nettoyée de ses poils, par brûlage, échaudage puis raclage, pour une utilisation culinaire.

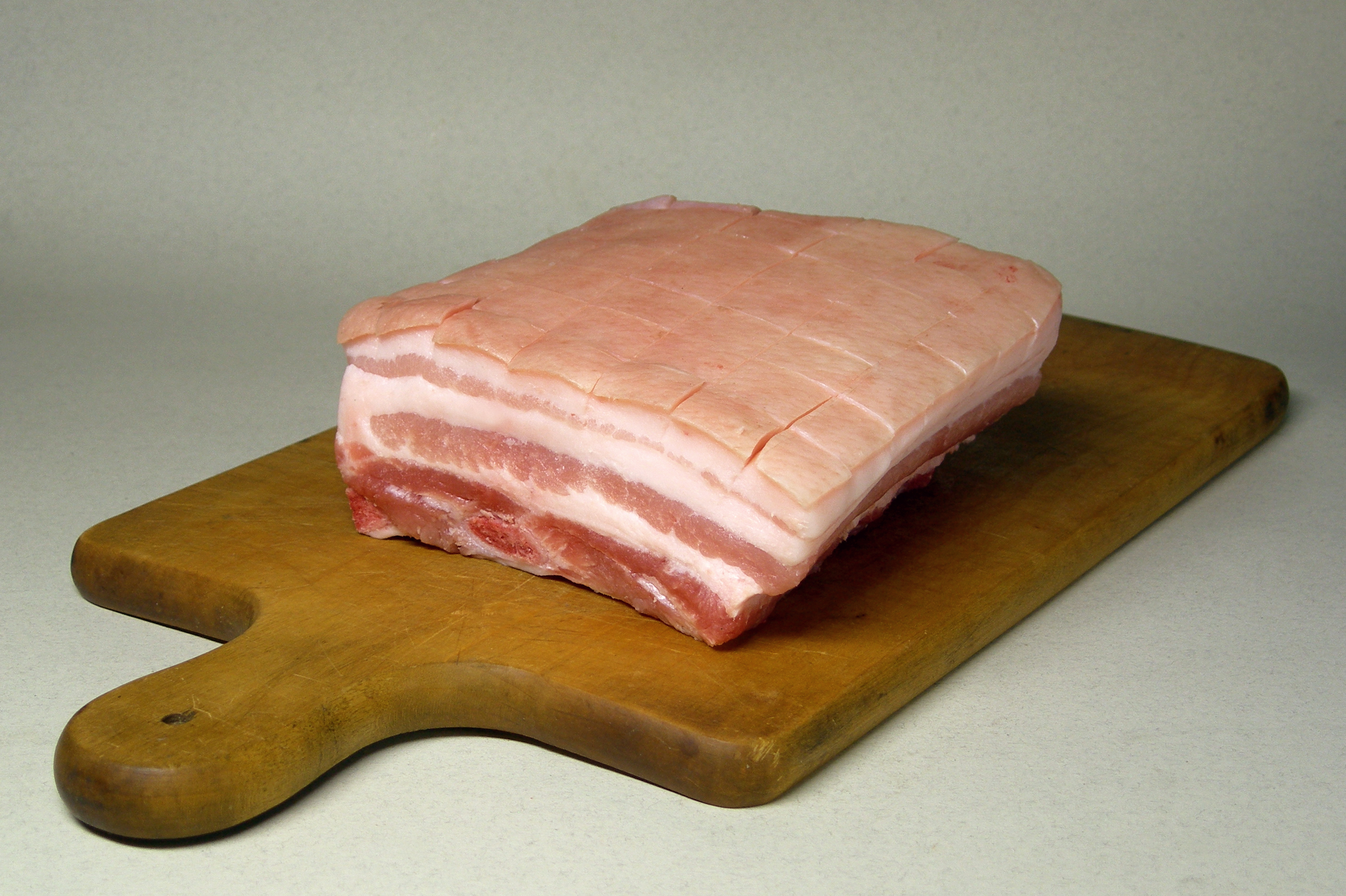
Poitrine de porc, avec au-dessus sa couenne ciselée, prête pour la cuisson.

## Utilisations
Elle est utilisée pour donner du goût à la soupe aux haricots ou au cassoulet, peut être frite, incorporée dans un pâté pour donner de la mâche, tapisser le fond d'une terrine ou dans des saucisses. Elle est l'un des ingrédients principaux du gigourit. On la retrouve à hauteur de 5 % dans le pâté de campagne breton. Elle est utilisée en filaments dans la cuisine d'Asie du Sud-Est, notamment dans la cuisine laotienne.